# Midalja għall-Qadi tar-Repubblika
Midalja għall-Qadi tar-Repubblika (ang. Medal for Service to the Republic, pol. Medal Służby dla Republiki) – jednoklasowe, wysokie odznaczenie maltańskie. Członkowie uprzywilejowani są do stawiania liter M.Q.R. po nazwisku.
Odznaczenie nadawane jest przez prezydenta Malty na wniosek premiera. Odznaczeni mogą być obywatele Malty oraz cudzoziemcy o honorowej zasłudze zasługującą na uznanie. W ciągu jednego roku medal może otrzymać nie więcej niż dziesięciu obywateli Malty. Medal może zostać nadany pośmiertelnie.
Nadanie nowych odznaczeń obywatelom Malty odbywa się raz w roku w Dzień Republiki (13 grudnia).

## Wygląd insygniów
Midalja għall-Qadi tar-Repubblika to pięcioramienna biała emaliowana gwiazda o szerokości 41 mm ze skośnymi promieniami między ramionami gwiazdy. Awers przedstawia herb Malty na złotym metalowym krążku nałożonym na gwiazdę.  W wierzchołku gwiazdy widnieje złoty napis 1975. Rewers przedstawia reliefową mapę Wysp Maltańskich. Mapa otoczona jest wieńcem. Pod wieńcem znajduje się napis Għall-Qadi tar-Repubblika (Za służbę dla Republiki). Wstęga medalu ma szerokość 32 mm, jest w połowie biała i w połowie czerwona. Kiedy jest noszona przez kobietę, wstęga jest formowana w kokardkę.